# ریونوسوکه کامیکی
ریونوسوکه کامیکی (ژاپنی: 神木 隆之介؛ زادهٔ ۱۹ مهٔ ۱۹۹۳) یک هنرپیشه اهل ژاپن است.
از فیلم‌ها یا برنامه‌های تلویزیونی که وی در آن نقش داشته است می‌توان به
نام تو، قصر متحرک هاول، شهر اشباح، آریتی، جنگ‌های تابستانی، جنگ بزرگ یوکای، مسئله کیریشیما، شمشیرزن دوره‌گرد: جهنم کیوتو و شمشیرزن دوره‌گرد: افسانه پایان می‌یابد اشاره کرد.